# 금산초등학교 (김해시)
금산초등학교는 대한민국 경상남도 김해시에 있는 공립 초등학교이다.

## 학교 연혁
- 1949년 10월 6일: 금산국민학교 개교
- 1953년 6월 24일 : 현 교지(하계로 3)으로 이전
- 1954년 3월 10일 : 1층 5개 교실 신축
- 1967년 8월 10일 : 2층 5개 교실 증축
- 1981년 4월 1일 : 병설유치원 개원
- 1996년 3월 1일 : 금산초등학교로 교명 개칭
- 2000년 11월 2일 : 학습부진아 시범 보고회
- 2007년 11월 27일 : 김해교육청 지정 연구학교 운영보고회
- 2008년 2월 28일 : 급식소 신축
- 2008년 11월 21일 : 다목적 강둥 준공

## 참고 자료
- 금산초등학교 - 한국교육학술정보원 학교알리미